# 樞軸關節
樞軸關節（Pivot Joint）是滑液關節的一種，關節接面的軸和骨骼的長軸平行。
樞軸關節類似樞紐關節，只有一個自由度。不過關節的自由度和可動域不一定相同。

## 運動
樞軸關節可以转动，可能是外部旋轉（例如將手臂往外旋轉），也可能是內部旋轉（例如將手臂往內旋轉）。在旋轉前臂時，這類的運動會稱為內旋（pronation）及外旋（supination）。在標準解剖姿勢中，前臂外旋表示手掌往前，拇指遠離身體。相反的，前臂內旋表示手掌往後，拇指指向身體。

## 例子
以下的關節都是樞軸關節：
- 近橈尺關節（英语：proximal radioulnar joint）
- 遠橈尺關節（英语：Distal radioulnar joint）
- 寰樞正中關節

杵臼關節（例如髖關節）允許多方向的轉動，而樞軸關節只允許單一方向的轉動。

## 外部連結
- Synovial Joints-Pivot Joints from The University of Michigan Medical School